# Ridgway (Pennsylvania)
Ridgway is een plaats (borough) in de Amerikaanse staat Pennsylvania, en valt bestuurlijk gezien onder Elk County.

## Demografie
Bij de volkstelling in 2000 werd het aantal inwoners vastgesteld op 4591.
In 2006 is het aantal inwoners door het United States Census Bureau geschat op 4240, een daling van 351 (-7,6%).

## Geografie
Volgens het United States Census Bureau beslaat de plaats een oppervlakte van
6,9 km², geheel bestaande uit land. Ridgway ligt op ongeveer 450 m boven zeeniveau.

## Plaatsen in de nabije omgeving
De onderstaande figuur toont nabijgelegen plaatsen in een straal van 32 km rond Ridgway.